# (12349) 1993 GO
1993 جي أو (ويعرف أيضًا باسم (12349) 1993 جي أو وفق تسمية الكوكب الصغير) (بالإنجليزية: 1993 GO)‏ هو كويكب ضمن حزام الكويكبات؛ وترتيبه 12349 من حيث الاكتشاف.
اكتُشف هذا الجُرم الفلكي بواسطة Atsushi Sugie ‏ في 14 أبريل 1993.

## وصلات خارجية
- (12349) 1993 GO في قاعدة بيانات مختبر الدفع النفاث لأجرام النظام الشمسي الصغيرة

- الاكتشاف · مخطط المدار ·  العناصر المدارية · المعلمات المادية

- (12349) 1993 GO على موقع ويكي سكاي: DSS2, SDSS, GALEX, IRAS, Hydrogen α, X-Ray, Astrophoto, Sky Map, Articles and images